# Antoni Bronikowski (powstaniec)

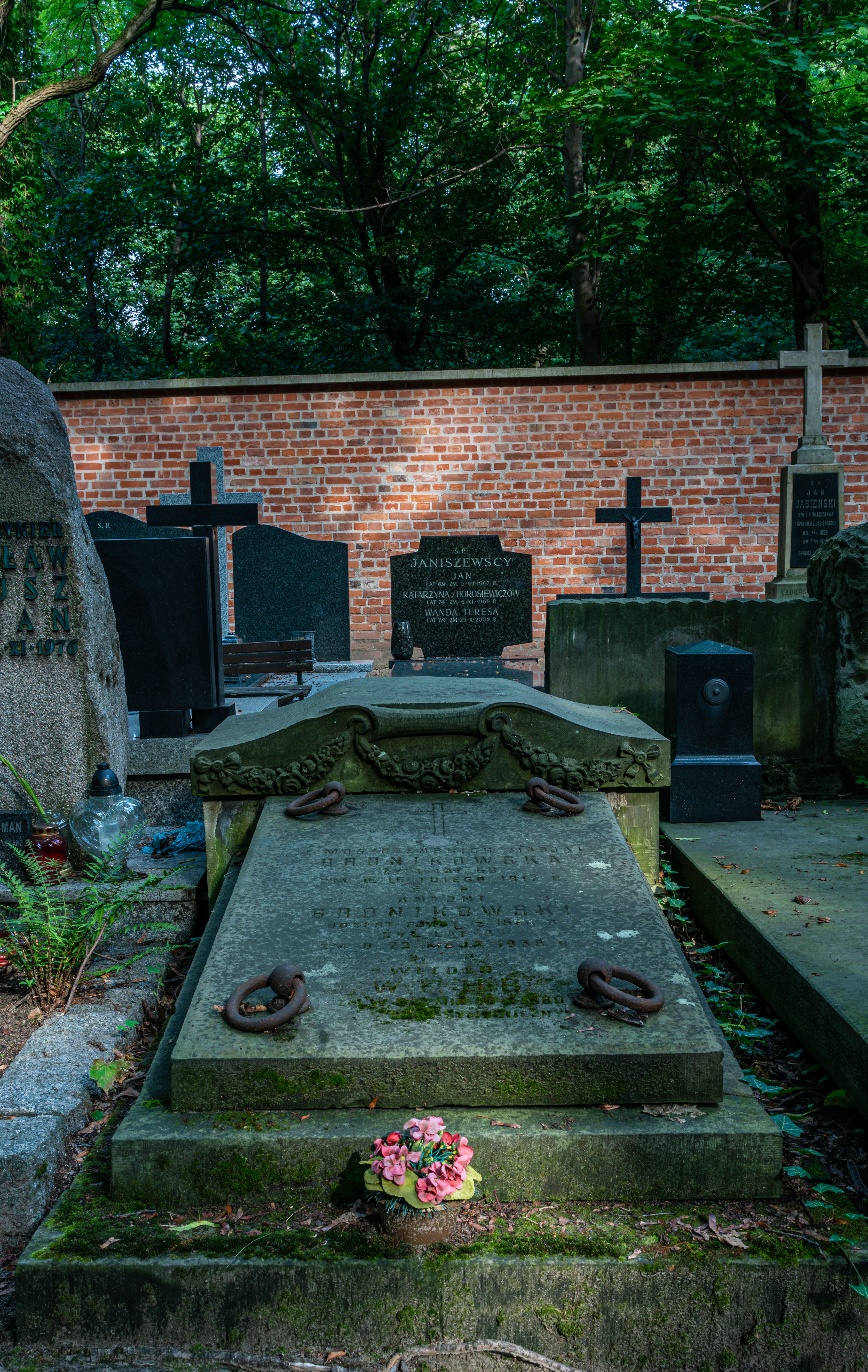
Grób Antoniego Bronikowskiego na cmentarzu Powązkowskim

Antoni Bronikowski (ur. 1843, zm. 22 maja 1938) – podporucznik, weteran powstania styczniowego. Pochodził z rodziny ziemiańskiej z Woli Miłkowskiej.

## Życiorys
Udział w powstaniu rozpoczął od wstąpienia do tzw. partii kaliskiej, która po wstępnej organizacji na terenie Wielkiego Księstwa Poznańskiego przeszła na tereny Królestwa Polskiego w okolicach Kuźnicy Grabowskiej. Tam jej liczebność wzrosła do około 800 ludzi, a dowództwo nad nią objął Franciszek Parczewski.
Oddział, w którym walczył Antoni Bronikowski, przeszedł w okolice Częstochowy, gdzie został rozbity w pierwszej większej bitwie pod Rudnikami. Następnie Bronikowski należał do oddziału Edmunda Taczanowskiego. Po kilku tygodniach służby w kawalerii Bronikowski został kopnięty w twarz przez konia i nieprzytomny odesłany do domu. W czasie leczenia, które trwało kilka miesięcy, został aresztowany i osadzony w więzieniu w Koninie. Skazany na osiem lat zesłania na Sybir, uniknął jednak wyroku dzięki wstawiennictwu wpływowych osobistości. Po czterech miesiącach więzienia został zwolniony.
Po odzyskaniu przez Polskę niepodległości Bronikowski mieszkał w Warszawie. Został awansowany do stopnia podporucznika weterana Wojska Polskiego. W 1930 roku został odznaczony Krzyżem Niepodległości z Mieczami. Zmarł 22 maja 1938 i został pochowany na cmentarzu Powązkowskim (kwatera 188-3-2).